# 光亮杂色豆
光亮杂色豆（学名：Baphia nitida），也叫非洲小叶紫檀、科特迪瓦紫檀，是杂色豆属的一种常绿乔木，高15至20米，原产于非种中西部。其木材结实紧密，可以用来制作家具，一些商家会用它来冒充小叶紫檀。